# Der Prozeß (1977)
Der Prozeß ist ein Kurzfilm von Jörg Foth von 1977.

## Inhalt
Die Liebesbeziehung zwischen einem jungen polnischen Arbeiter und einer jungen deutschen Frau in einer DDR-Kleinstadt sorgt für Missfallen der Umgebung. Die Mutter des jungen Mannes ist skeptisch, in der Bevölkerung wird getuschelt und auch die FDJ ist mit dieser Form der deutsch-polnischen Freundschaft nicht besonders zufrieden.
Der Film endet offen, aber die Schwierigkeiten sind deutlich sichtbar.

## Hintergründe
Der Prozeß war der Diplomfilm des Regisseurs Jörg Foth und des Kameramanns Thomas Plenert an der Hochschule für Film und Fernsehen in Potsdam-Babelsberg.
Als Vorlage wurde eine Erzählung gewählt, von der nach der Entwicklung des Drehbuchs nur noch die Idee übrigblieb.
Die Darsteller suchten sich die Beteiligten bei zufälligen Begegnungen: Monika war Verkäuferin in einem Gemüseladen in Berlin-Prenzlauer Berg, Tadek arbeitete im Stahlwerk Hennigsdorf und wurde in einer Kneipe angesprochen. Christine wurde auf der Straße gefragt, sie war Medizinstudentin in Greifswald.
Vor Drehbeginn wurde den Darstellern die jeweilige Situation nur kurz erklärt, dann sollten sie improvisieren.
Bei den Dreharbeiten gab es einige Spannungen zwischen den beiden Frauen, da Monika oft nicht zufrieden mit der Art von Christine war, sie weinte oder zankte deshalb. Dieses wurde dann in den Film aufgenommen, obwohl es nicht im Drehbuch vorgesehen war.
Thema des Films war die angespannte Stimmung zwischen Ostdeutschen und Polen in den 1970er Jahren. Vorbehalte in der DDR gegen die polnische Mentalität auf der einen Seite und die noch lebendigen, schmerzhaften Erinnerungen an die deutsche Besetzung in Polen auf der anderen Seite sollten sichtbar werden. Den Filmemachern war daran gelegen, den Prozess dieser Wirklichkeit aufzeigen und die Liebe zu Polen befördern.

## Aufführungen und Auszeichnung
Der Prozeß wurde am 11. Oktober 1977 beim internationalen CILECT - Studentenfilmfestival in Budapest aufgeführt und erhielt dort einen Preis. Am 2. März 1978 lief der Film zusammen mit drei weiteren Studentenfilmen aus Babelsberg bei den Internationalen Filmfestspielen in West-Berlin. Danach sind keine weiteren Aufführungen mehr bekannt.